# Mörttjärnen (Los socken, Hälsingland, 685102-146938)
Mörttjärnen är en sjö i Ljusdals kommun i Hälsingland och ingår i Ljusnans huvudavrinningsområde.